# البدلة المتنقلة جاندام سيد
البدلة المتنقلة جاندام سيد (機動戦士ガンダムSEED كيدو سنشي جاندامو شيدو) هو مسلسل أنمي جاندام تم إنتاجه من قبل سنرايز في العام 2002 ويتكون من 50 حلقة.

## طاقم إنتاج الأنمي
- الإخراج: ميتسو فكدا
- تأليف النص الرئيسي: تشياكي موروساوا
- تصميم الشخصيات: هيساشي هيراي
- تصميم الآلات: كنيو أوكاوارا، كيميتوشي ياماني
- الموسيقى: توشيهيكو ساهاشي
- إخراج الصوت: ماسافمي ميما
- إنتاج الرسوم: سنرايز
- إنتاج: MBS

## روابط خارجية
- البدلة المتنقلة جاندام سيد على موقع IMDb (الإنجليزية)
- البدلة المتنقلة جاندام سيد على موقع كينوبويسك (الروسية)
- البدلة المتنقلة جاندام سيد على موقع قاعدة بيانات الفيلم (الإنجليزية)
- البدلة المتنقلة جاندام سيد على موقع ANN anime (الإنجليزية)